# Chascomús (Buenos Aires)
Chascomús is een plaats in het Argentijnse bestuurlijke gebied Chascomús in de provincie Buenos Aires. De plaats telt 35.174 inwoners.
De stad werd gesticht op 30 mei 1779 door Pedro Nicolás Escribano. In 1839 vonden er een rebellie en een slag plaats die bekendstaan als de Libres del Sur. In 1873 werd Chascomús erkend als een stad en departement.
Sinds 1980 is de stad de zetel van het rooms-katholieke bisdom Chascomús.

## Geboren
- Raúl Alfonsín (1927-2009), president van Argentinië
- Carlos Berlocq (1983), tennisser